# Étang de Haspelschiedt
L’étang d'Haspelschiedt se situe dans la commune française d'Haspelschiedt, dans le département de la Moselle en région Grand Est.
Il est intégré dans le camp militaire de Bitche.